# Sušica
Sušica je naselje v Občini Ivančna Gorica.